# Nicolae Munteanu
Nicolae Munteanu, född 7 december 1951 i Brașov, är en rumänsk tidigare handbollsmålvakt.
Han tog OS-silver i herrarnas turnering i samband med de olympiska handbollstävlingarna 1976 i Montréal, OS-brons i herrarnas turnering under de olympiska handbollstävlingarna 1980 i Moskva och OS-brons i herrarnas turnering under de olympiska handbollstävlingarna 1984 i Los Angeles.